# 虞婁靺鞨

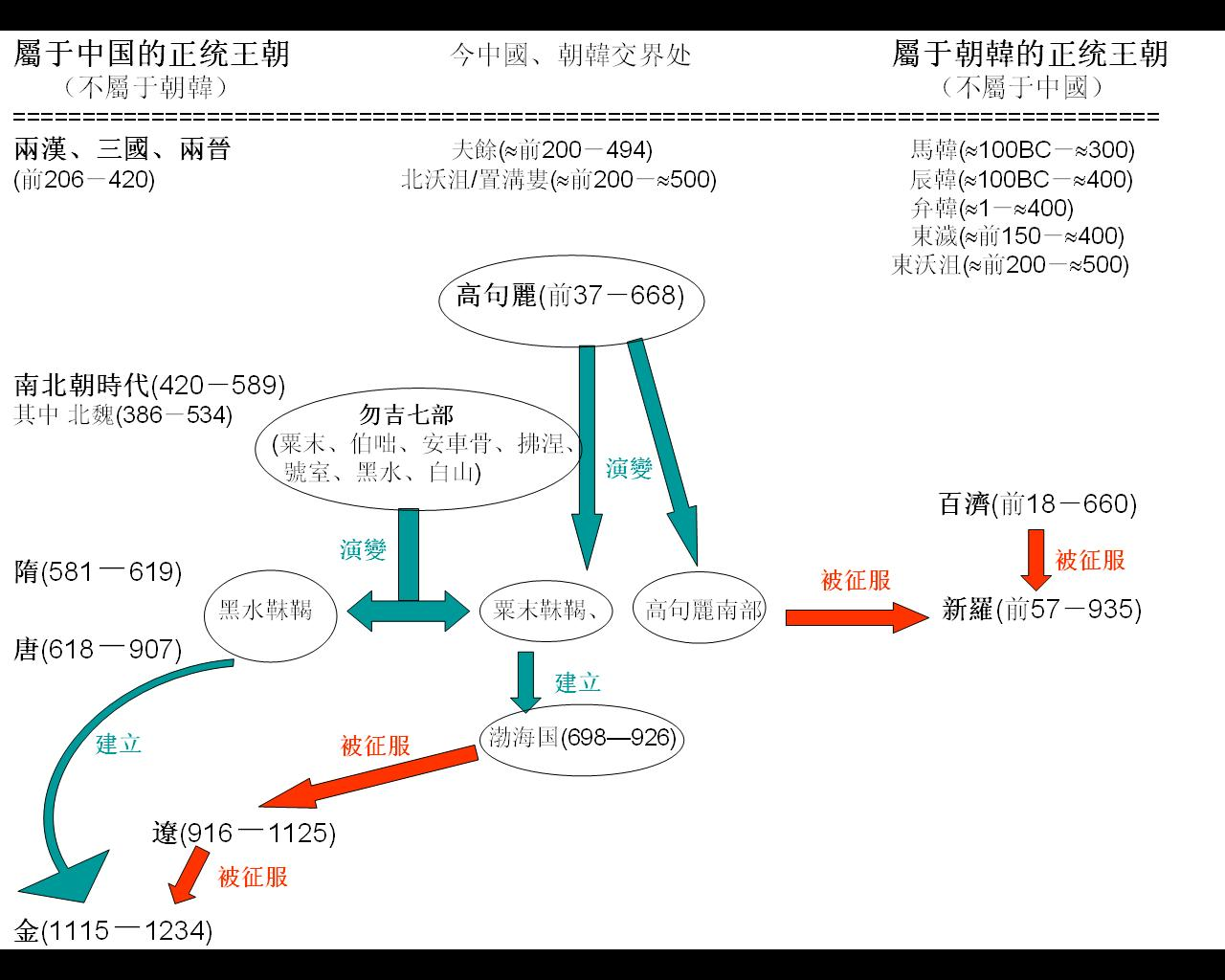
勿吉七部（靺鞨七部）の民族系統。勿吉七部（靺鞨七部）の粟末靺鞨の系統が渤海国に発展し、勿吉七部（靺鞨七部）の黒水靺鞨の系統が金に発展している。

虞婁靺鞨（ぐろうまっかつ）は、靺鞨の諸部の一つ。

## 概要
靺鞨はもともと靺鞨七部に分かれ、それぞれが大河の水域を支配するかなり大きな勢力であったが、渤海が建国することによって分断される。特に南部の方にいた諸部は、渤海建国の主体となるが、建国後、今度は東や北の方にいた諸部が、渤海に阻まれてなかなか唐に遣使することができない状況となる。一方、払涅靺鞨、虞婁靺鞨、越喜靺鞨、鉄利靺鞨といった集団は、時々唐と通ずることがある。つまりそういった渤海の圧迫や規制を受けながら、そこからそれを迂回するなり何なりの方法を取って、唐と連絡を取るようになる。